# Patch Grove
Patch Grove é uma vila localizada no estado norte-americano de Wisconsin, no Condado de Grant.

## Demografia
Segundo o censo norte-americano de 2000, a sua população era de 166 habitantes.
Em 2006, foi estimada uma população de 153, um decréscimo de 13 (-7.8%).

## Geografia
De acordo com o United States Census Bureau tem uma área de
1,0 km², dos quais 1,0 km² cobertos por terra e 0,0 km² cobertos por água.

## Localidades na vizinhança
O diagrama seguinte representa as localidades num raio de 20 km ao redor de Patch Grove.